# Kanton Diesdorf

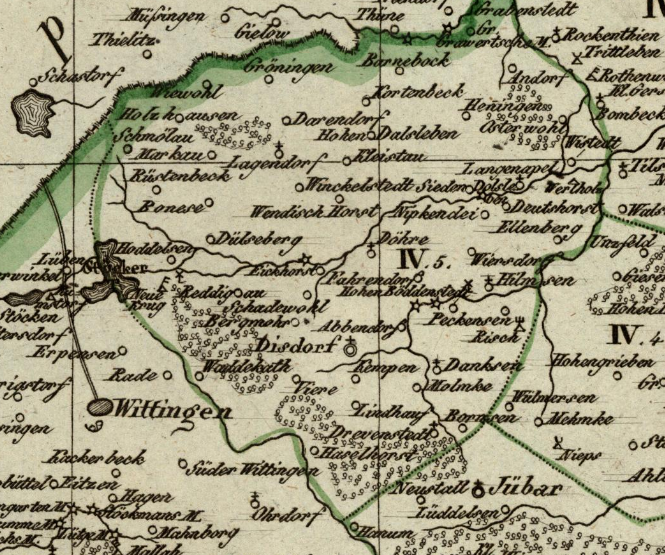
Der Kanton Diesdorf (IV. 5) im Distrikt Salzwedel des Departements der Elbe des Königreichs Westphalen

Der Kanton Diesdorf (auch Canton Disdorf oder canton de Disdorf) war eine Verwaltungseinheit im Königreich Westphalen. Er bestand von 1807 bis zur Auflösung des Königreichs im Herbst 1813 und gehörte nach der Verwaltungsgliederung von 1807 zunächst zum Distrikt Salzwedel des Departements der Elbe. Kantonshauptort (chef lieu) war Diesdorf im Altmarkkreis Salzwedel (Sachsen-Anhalt). Nach der Auflösung dieses Distriktes im Jahr 1810 wurde ein neuer Distrikt Salzwedel im Departement der Nieder-Elbe gegründet. Das Departement der Nieder-Elbe wurde aber bereits 1811 wieder aufgelöst und zwei Distrikte dieses Departements wurden vom Französischen Kaiserreich annektiert. Der neue Distrikt Salzwedel (und damit auch der Kanton Diesdorf) verblieb im Königreich Westphalen und wurde wieder dem Departement der Elbe zugewiesen. Nach der Auflösung des Königreichs Westphalens im Oktober/November 1813 wurde im Laufe des Jahres 1814 die vorherige Verwaltungsgliederung wiederhergestellt.

## Geschichte
Mit dem Frieden von Tilsit musste Preußen neben anderen Landesteilen auch die Altmark abtreten, die am 18. August 1807 Teil des neu geschaffenen Königreichs Westphalen wurde. Noch 1807 wurde eine Verwaltungsreform in den Gebieten des neuen Königreichs angeschoben. Die Altmark bildete zusammen mit anderen vorher preußischen Gebieten (Herzogtum Magdeburg) und kleineren sächsischen Landesteilen das neugeschaffene Departement der Elbe, das sich in vier Distrikte (Magdeburg, Neuhaldensleben, Stendal und Salzwedel) gliederte. Nach dem Verzeichniß der Departements, Districte, Cantons und Communen des Königreichs im 1. Band des Bulletin des lois du Royaume de Westphalie vom 24. Dezember 1807 untergliederte sich der Distrikt Salzwedel in 15 Kantone (cantons), darunter der Kanton Diesdorf. Zum Kanton Diesdorf gehörten (abweichende Originalschreibweisen der Ortsnamen kursiv; gelegentlich differieren sogar die Schreibweisen von deutschem und französischem Text):
- Diesdorf (Disdorf), Dorf mit Bergmoor (Bergmohr)
- Bornsen, Weiler mit Drebenstedt (Drevenstedt), Haselhorst, Viere (Vire) und Kempen, Lindhof (Lindhaupt) mit Waddekath (Waddekate)
- Abbendorf mit Danksen und Molmke
- Hilmsen mit Peckensen (Pekensen) und Hohenböddenstedt (Hohen-Böddenstedt)
- Wiersdorf mit Fahrendorf und Eickhorst
- Schadewohl, Weiler mit Reddigau, Neuekrug (Neukrug), Höddelsen (Höddessen) und Markau
- Dähre (Döhren), Dülseberg (Dülseburg) mit Rüstenbeck und Bonese
- Lagendorf, Weiler, mit Wendischhorst, Winkelstedt (Winkelstedt), Kleistau und Hohendolsleben
- Schmölau, Weiler, mit Wiewohl
- Holzhausen und Gröningen (in Dahrendorf aufgegangen, der östliche Teil von Dahrendorf hieß Gröningen)
- Dahrendorf mit Kortenbeck und den Weilern Deutschhorst (Deutschehorst), Ellenberg, Langenapel und dem Haus Nipkendey (Nipkendy)
- Siedendolsleben (Süddolsleben) mit Barnebeck und Henningen
- Wistedt (Westedt) mit Osterwohle (Osterwohl)
- Andorf
- Groß Grabenstedt (Groß-Grabenstedt), Klein Grabenstedt (Klein-Grabenstedt) und dem Haus Trippleben.

Die Gemeinden gehörten bis 1807 zum markbrandenburgischen Salzwedelischen Kreis der Altmark. Die meisten Gemeinden gehörten zudem dem Amt Diesdorf an, doch nur ein Teil der Gemeinden des Amtes Diesdorf kamen zum Kanton Diesdorf.
Im Jahre 1808 hatte der Kanton Diesdorf 3712 Einwohner. Mit dem Anschluss des Kurfürstentum Braunschweig-Lüneburg im Jahr 1810 wurden zum 1. September 1810 die drei neuen Departements, Norddepartement, Departement der Nieder-Elbe und Departement der Aller gegründet. Der alte Distrikt Salzwedel (im Departement der Elbe) wurde aufgelöst. Dem Departement der Nieder-Elbe wurden die neugebildeten Distrikte Lüneburg und Harburg zugewiesen sowie ein neuer Distrikt Salzwedel mit den bereits bestehenden Kantonen Arendsee, Beetzendorf, Diesdorf, Groß Apenburg, Jübar, Kalbe, Salzwedel (Stadt) und Salzwedel (Land) sowie den vier neugebildeten  Quickborn, Gartow, Lüchow, Wittingen und Wustrow.
Zum 5. März 1811 wurde das Departement der Nieder-Elbe aufgelöst. Die zwei Distrikte Lüneburg und Harburg gingen in den Hanseatischen Departements des Französischen Kaiserreichs auf. Der Distrikt Salzwedel wurde wieder an das Departement der Elbe überwiesen.
Nach dem Werk Statistisches Repertorium über das Königreich Westphalen von Johann Georg Heinrich Hassel betrug die Fläche des Kantons Diesdorf 4,28 Quadratmeilen. Die Bevölkerung betrug 4468 Einwohner. Die Angabe zur Bevölkerung stimmt mit dem Königlich Westphälischen Hof- und Staats-Kalender auf das Jahr 1812 überein. Nach dem Hof- und Staats-Handbuch des Königreichs Westphalen von 1811 hatte der Kanton Diesdorf 4469 Einwohner. Kantonmaire war ein Herr von Zenge.
Mit dem Zerfall des Königreichs Westphalen nach der Völkerschlacht bei Leipzig im Oktober/November 1813 wurde die vorherige preußische Verwaltungsgliederung wiederhergestellt, die Kantone wieder aufgelöst. 1816 kam es zu einer großen Kreisreform, in der die alten markbrandenburgischen Kreise z. T. neu zugeschnitten, z. T. auch aufgelöst und neue Kreise geschaffen wurden. Die Gemeinden des Kantons Disdorf kamen nun zum neu zugeschnittenen Kreis Salzwedel. Das Amt Diesdorf wurde wieder hergestellt.